# Juan Alberto Cruz
Juan Alberto Cruz Murillo (1959. február 27. –) hondurasi válogatott labdarúgó.

## Pályafutása

### Klubcsapatban
Pályafutása során a Pumas UNAH és az Olimpia csapatában játszott.  

### A válogatottban
A hondurasi válogatott tagjaként  részt vett az 1982-es világbajnokságon, ahol a Jugoszlávia elleni csoportmérkőzésen kezdőként lépett pályára.

## Sikerei, díjai
Honduras
- CONCACAF-bajnokság (1): 1981